# Хабаровская и всего Дальнего Востока епархия
Хаба́ровская и всего Да́льнего Восто́ка епа́рхия — каноническое и структурно-территориальное подразделение Русской православной старообрядческой церкви на территории Приморского края, Хабаровского края, Магаданской области, Еврейской автономной области, Чукотского автономного округа, Камчатского края и Сахалинской области. Также в октябре 2022 года сюда была добавлена Амурская область.

## История
В 1910 году состоялся I Съезд амурских старообрядцев на котором было принято решение о ежегодном проведении Съездов старообрядцев в дальневосточных землях России. Во время I-го епархиального съезда было принято также решение в случае учреждения епархии, разместить епископскую кафедру в деревню Бардагон (ныне Свободненский район, Амурская область).
В 1911 году в дер. Бардагон, Амурской области состоялся II Восточно-Амурский съезд. На этом Съезде духовенство и миряне Дальнего Востока приняли решение обратиться к Освящённому Собору Древлеправославной Церкви Христовой с просьбой о создании на Дальневосточной территории самостоятельной епископской кафедры. К этому времени только в Амурской области насчитывалось более 20 белокриницких приходов, в которых служило 10 священников, что позволяло дальневосточным старообрядцам достойно содержать собственного архиерея.
Освящённый Собор Древлеправославной Церкви Христовой 1911 года удовлетворил просьбу христиан Дальнего Востока и учредил епархию Амурско-Иркутскую и всего Дальнего Востока (в разные годы и в разных источниках встречаются различные её названия — «епархия Восточной Сибири»; «епархия Иркутская и всея Восточныя Сибири», «епархия Иркутско-Амурская и всего Дальнего Востока»), в состав которой вошли приходы Амурской, Приморской, Забайкальской и Якутской областей, Иркутской губернии. 14 декабря 1911 года было принято решение о рукоположении в сан епископа священноинока Иосифа (Антипина).
18 декабря 1911 года в храме Рождества Христова на Рогожском кладбище архиепископом Московским Иоанном (Картушиным) и епископом Рязанским и временно Петроградским Александром (Богатенко) хиротонисан во епископа Амурско-Иркутского и всего Дальнего Востока.
До 1920 года в епархии было построено более 10 храмов: в городах Владивостоке, Иркутске, Магадане; в Забайкалье — в сёлах Тарбагатай, Доно, Куйтун; в Приамурье — сёлах Климоуцы, Нылга, Покровка, Семёновка, селе Марковка. Открывались общины, освящались молитвенные дома.
В начале 1920-х годов очевидность прихода советской власти на Дальний Восток стала неизбежной. С остатками белой армии началась интенсивная эмиграция старообрядцев в Китай. В 1917 году старообрядцы, проживающие в Харбине, объединились в приход, образовав в «самом русском китайском городе» общину в честь св. ап. Петра и Павла. В том же году они обратились к старообрядческому епископу Амурско-Иркутскому и всего Дальнего Востока Иосифу (Антипину) с просьбой направить к ним приходского священника. Идя навстречу просьбе маньчжурских старообрядцев, епископ предписал священнику Николо-Александровского прихода с. Красный Яр, Суражевского подрайона Амурской области (храма во Владивостоке ещё не было) о. Артемию Соловьёву исполнять духовные требы как в г. Харбине, так и по всей Маньчжурии.
События 1919—1920 годов, разворачивающиеся на Амуре, заставили также и епископа Иосифа покинуть село Бардагон. В середине 1919 года он выехал в Хабаровск, а позже — в Приморье: во Владивосток, Никольск-Уссурийский, а позже — в Харбин.
После кончины 14 января 1927 года епископа Иосифа (Антипина), временно в 1927—1929 епархией управлял епископ Уральско-Оренбургский Амфилохий (Журавлёв). 6 мая 1929 года в г. Томске в Успенской церкви хиротонию нового епископа для Дальнего Востока Афанасия (Федотова) совершили епископ Томско-Алтайский Тихон (Сухов) и епископ Амфилохий (Журавлёв).
После ареста в 1937 году епископа Афанасия (Федотова) был ликвидирован приход в Тарбагатае, перестала существовать обширная Иркутско-Амурская и всего Дальнего Востока епархия.
Решением Освящённого Собора от 20-22 октября 1999 года, установившего границы епархий РПСЦ, Уссурийская и всего Дальнего Востока епархия была установлена в границах Приморского и Хабаровский краёв, Сахалинской, Еврейской автономной, Амурской, Магаданской, Камчатской областей, Чукотского автономного округа, Якутии, Бурятии, Читинской области. Временным управляющим епархией был назначен епископ Силуян (Килин), а кафедральным храмом стал собор во имя Пресвятой Троицы в Уссурийске.
В феврале 2005 года правящим архиереем возрождённой Уссурийской и всего Дальнего Востока епархии был утверждён епископ Герман (Савельев), однако осенью 2007 года он ушёл в раскол, за что был лишён сана.
25 апреля 2010 года был рукоположён во епископа священноинок Патермуфий (Артемихин). Постоянным местом его служения стал кафедральный храм Покрова Пресвятыя Богородицы в городе Хабаровске. 12 сентября 2010 года в ходе поездки предстоятеля Русской православной старообрядческой церкви митрополита Корнилия (Титова) на Дальний Восток в Покровского храме г. Хабаровска состоялась интронизация и вручение жезла епископу Патермуфию.
22 октября 2010 года решением Архиерейского собора РПСЦ было восстановлено историческое название епархии — «Иркутско-Амурская и всего Дальнего Востока» со включением в неё Иркутской области.
21 октября 2014 года решением Освящённого Собора Русской православной старообрядческой церкви Иркутско-Амурская и всего Дальнего Востока епархия была поделена на Иркутско-Забайкальскую и Хабаровскую и всего Дальнего Востока.

## Управляющие епархией
- Силуян (Килин) (20 октября 1999 — 25 февраля 2005) в/у, еп. Новосибирский
- Герман (Савельев) (25 февраля 2005 — 9 ноября 2007) уклонился в раскол
- Корнилий (Титов) (15 октября 2008 — 25 апреля 2010) в/у, митр. Московский
- Патермуфий (Артемихин) (25 апреля 2010 — 21 октября 2014)
- Корнилий (Титов) (21 октября 2014 — 16 октября 2018) в/у, митр. Московский
- Григорий (Коробейников) (с 16 октября 2018) в/у, еп. Томско-Енисейский